# العلاقات السلوفاكية اللوكسمبورغية
العلاقات السلوفاكية اللوكسمبورغية هي العلاقات الثنائية التي تجمع بين سلوفاكيا ولوكسمبورغ.

## مقارنة بين البلدين
هذه مقارنة عامة ومرجعية للدولتين:
| وجه المقارنة                                              | سلوفاكيا                                                       | لوكسمبورغ                                                     |
| --------------------------------------------------------- | -------------------------------------------------------------- | ------------------------------------------------------------- |
| المساحة (كم2)                                             | 49.03 ألف                                                      | 2.59 ألف                                                      |
| عدد السكان (نسمة)                                         | 5.44 مليون                                                     | 599.45 ألف                                                    |
| الكثافة السكانية (ن./كم²)                                 | 110.95                                                         | 231.45                                                        |
| العاصمة                                                   | براتيسلافا                                                     | لوكسمبورغ                                                     |
| اللغة الرسمية                                             | اللغة السلوفاكية                                               | اللغة اللوكسمبورغية، لغة فرنسية، اللغة الألمانية              |
| العملة                                                    | كرونة سلوفاكية، يورو                                           | يورو، فرنك لوكسمبورغ                                          |
| الناتج المحلي الإجمالي (بليون دولار)                      | 95.77 مليار                                                    | 62.40 مليار                                                   |
| الناتج المحلي الإجمالي (تعادل القوة الشرائية) بليون دولار | 162.34 مليار                                                   | 58.13 مليار                                                   |
| الناتج المحلي الإجمالي الاسمي للفرد دولار أمريكي          | 16.09 ألف                                                      | 101.45 ألف                                                    |
| الناتج المحلي الإجمالي للفرد دولار أمريكي                 | 30.46 ألف                                                      | 101.93 ألف                                                    |
| مؤشر التنمية البشرية                                      | 0.844                                                          | 0.892                                                         |
| رمز المكالمات الدولي                                      | +421                                                           | +352                                                          |
| رمز الإنترنت                                              | .sk                                                            | .lu                                                           |
| المنطقة الزمنية                                           | توقيت وسط أوروبا، ت ع م+01:00، ت ع م+02:00، أوروبا/براتيسلافا ‏ | توقيت وسط أوروبا، ت ع م+01:00، ت ع م+02:00، أوروبا/لوكسمبورج ‏ |

## مدن متوأمة
في ما يلي قائمة باتفاقيات التوأمة بين مدن سلوفاكية ولوكسمبورغية:
- ترتبط زفولن مع Niederanven [الإنجليزية]‏ باتفاقية توأمة.

## منظمات دولية مشتركة
يشترك البلدان في عضوية مجموعة من المنظمات الدولية، منها:
| علم المنظمة | اسم المنظمة                               | تاريخ انضمام سلوفاكيا | تاريخ انضمام لوكسمبورغ |
| ----------- | ----------------------------------------- | --------------------- | ---------------------- |
|             | الاتحاد الأوروبي                          | 1 مايو 2004           | 25 مارس 1957           |
|             | وكالة ضمان الاستثمار متعدد الأطراف        | 1993                  | 29 أغسطس 1991          |
|             | منظمة التعاون الاقتصادي والتنمية          | ?                     | ?                      |
|             | الأمم المتحدة                             | 19 يناير 1993         | 24 أكتوبر 1945         |
|             | الوكالة الدولية للطاقة                    | ?                     | ?                      |
|             | الفريق المعني برصد الأرض                  | ?                     | ?                      |
|             | مركز تنسيق الحركة في أوروبا ‏              | ?                     | ?                      |
|             | منظمة حظر الأسلحة الكيميائية              | ?                     | ?                      |
|             | منظمة التجارة العالمية                    | ?                     | ?                      |
|             | منظمة الشرطة الجنائية الدولية             | ?                     | ?                      |
|             | منظمة الأمن والتعاون في أوروبا            | 1993                  | 25 يونيو 1973          |
|             | مؤسسة التنمية الدولية                     | 1993                  | 4 يونيو 1964           |
|             | حلف شمال الأطلسي                          | 29 مارس 2004          | 4 أبريل 1949           |
|             | يونسكو                                    | 9 فبراير 1993         | 27 أكتوبر 1947         |
|             | الاتحاد البريدي العالمي                   | ?                     | ?                      |
|             | البنك الدولي للإنشاء والتعمير             | 1993                  | 27 ديسمبر 1945         |
|             | اتفاقية السماوات المفتوحة                 | ?                     | ?                      |
|             | الاتحاد الدولي للاتصالات                  | 23 فبراير 1993        | 2 مارس 1866            |
|             | مؤسسة التمويل الدولية                     | 1993                  | 4 أكتوبر 1956          |
|             | المنظمة الأوروبية لسلامة الملاحة الجوية   | 1997                  | 1960                   |
|             | المركز الدولي لتسوية المنازعات الاستشارية | 26 يونيو 1994         | 29 أغسطس 1970          |
|             | مجموعة أستراليا                           | 1994                  | 1985                   |
|             | مجموعة الموردين النوويين                  | ?                     | ?                      |

## وصلات خارجية
- موقع وزارة الخارجية السلوفاكية
- موقع وزارة الخارجية اللوكسمبورغية